# 桂江
桂江，是中国广西壮族自治区东北部的一條河流，为西江支流。源于兴安县境的猫儿山。上游源头与长江流域的湘江上源均在兴安城北，由公元前2世纪开凿的灵渠沟通，可以行船。
桂江上游称漓江，沿南岭西南麓南流经桂林市、阳朔、昭平等县，至到平樂三江口與荔浦河、恭城河匯合後稱桂江。沿途纳思勤江、富群河、思良江，流到梧州市入西江。长437公里，流域面积19025平方公里。桂江多激流险滩，浅水船可行至平乐，涨水季节可至桂林。桂江流经石灰岩地区，沿岸多石林岩洞，江水清澈，风景秀丽，为中国著名的旅游区。 